# پینوکیو (فیلم ۱۹۴۰)
پینوکیو (به انگلیسی: Pinocchio) یک فیلم موزیکال و فیلم فانتزی پویانمایی آمریکایی است که در سال ۱۹۴۰ توسط شرکت والت دیزنی تولید و از سوی آرکی‌او پیکچرز اکران شد. این فیلم با اقتباس آزاد از رمان کودکانهٔ ایتالیایی کارلو کلودی به‌نام ماجراهای پینوکیو (۱۸۸۳) ساخته شده و دومین فیلم بلند پویانمایی استودیوی دیزنی و سومین فیلم پویانمایی بلند ساخت آمریکا به‌شمار می‌رود، پس از فیلم سفیدبرفی و هفت کوتوله (۱۹۳۷) از دیزنی و سفرهای گالیور (۱۹۳۹) از فلایشر استودیوز. این فیلم برندهٔ جایزه بهترین ترانهٔ اصلی اسکار شد.
این فیلم همچنین یکی از فیلم‌هایی است که در راتن تومیتوز امتیاز کامل (۱۰۰٪) را کسب کرده است. در سال ۱۹۹۴ میلادی این فیلم تحت عنوان «اثر فرهنگی، تاریخی، زیبا و قابل توجه» به فهرست گنجینه ملی فیلم آمریکا اضافه شد و از نگاه انجمن فیلم آمریکا، یکی از ۱۰ فیلم انیمیشن برتر جهان است.
داستان این فیلم دربارهٔ یک نجار پیر است که فرزندی ندارد، او یک عروسک چوبی می‌سازد و یک پری به آن عروسک جان می‌دهد.
در این فیلم، که با صداپیشگی کلیف ادواردز، دیک جونز، کریستین راب، والتر کتلت، چارلز یودلز، اولین ونبل و فرانکی دارو همراه است، ماجرای عروسکی چوبی به‌نام پینوکیو روایت می‌شود که توسط یک کنده‌کاری روی چوب پیر به‌نام پدر ژپتو ساخته می‌شود و یک پری آبی به او جان می‌بخشد. پینوکیو برای آن‌که به یک پسر واقعی تبدیل شود، باید شجاع، راستگو و ایثارگر باشد. در طول سفرش، او با شخصیت‌هایی روبه‌رو می‌شود که نماد وسوسه‌ها و پیامدهای خطاکاری‌اند، و جیرجیرک سخنگو که به‌عنوان وجدان پینوکیو عمل می‌کند، می‌کوشد راه درست را به او بیاموزد.
اقتباس فیلم توسط گروهی از هنرمندان داستان‌پرداز از روی کتاب کلودی انجام شد. تهیهٔ تولید را بن شارپستین و همیلتون لاسک بر عهده داشتند و صحنه‌های مختلف فیلم توسط نورم فرگوسن، تی. هی، ویلفرد جکسون، جک کینی و بیل رابرتس کارگردانی شد. پینوکیو در زمینهٔ پویانمایی جلوه‌های ویژه، همچون بازنمایی واقع‌گرایانهٔ حرکت وسایل نقلیه، ماشین‌آلات و عناصر طبیعی مانند باران، آب، رعدوبرق، دود و سایه، اثری پیشگام بود. این فیلم نخستین‌بار در ۷ فوریهٔ ۱۹۴۰ در تئاتر سنتر نیویورک اکران و در ۲۳ فوریهٔ ۱۹۴۰ به‌صورت گسترده پخش شد.
با وجود تحسین منتقدان و کسب نخستین جوایز اسکار رقابتی برای یک فیلم پویانمایی – جایزهٔ جایزه اسکار بهترین موسیقی فیلم و جایزه اسکار بهترین ترانه برای آهنگ "When You Wish Upon a Star" – این فیلم در زمان اکران اولیه در گیشه با شکست مواجه شد، عمدتاً به‌دلیل قطع بازار اروپا و آسیا به‌سبب جنگ جهانی دوم. اما پس از اکران مجدد در سال ۱۹۴۵ به سوددهی رسید و امروزه در فهرست فیلم‌هایی که بهترین محسوب می‌شوند جای دارد و در وب‌سایت راتن تومیتوز در فهرست فیلم‌های دارای امتیاز ۱۰۰٪ در راتن تومیتوز دیده می‌شود. شخصیت‌ها و خود فیلم همچنان در دیزنی پارکس و دیگر محصولات فرهنگی حاضرند. در سال ۱۹۹۴، پینوکیو به فهرست ملی ثبت فیلم ایالات متحده افزوده شد، چرا که از نظر «فرهنگی، تاریخی یا زیبایی‌شناختی مهم» شناخته شد.
در سال ۲۰۰۰، یک لایو اکشن نیمه‌اقتباسی برای تلویزیون با عنوان ژپتو که داستان را از زاویهٔ دید ژپتو روایت می‌کرد، از سوی شرکت پخش رسانه‌ای آمریکا پخش شد. همچنین در سال ۲۰۲۲ نسخهٔ پینوکیو به کارگردانی رابرت زمکیس در دیزنی پلاس منتشر شد.

## داستان
در روستایی آرام در ایتالیا، جیرجیرکی به نام جیمینی وارد کارگاه یک نجار و اسباب‌بازساز به نام پدر-ژپتو می‌شود؛ کسی که عروسکی چوبی می‌سازد و نامش را پینوکیو می‌گذارد. شب‌هنگام، پدر ژپتو آرزو می‌کند که پینوکیو به یک پسر واقعی تبدیل شود. همان شب، پری آبی به کارگاه سر می‌زند و به پینوکیو جان می‌بخشد، گرچه او هنوز یک عروسک چوبی باقی مانده است. پری به پینوکیو می‌گوید اگر شجاع، راستگو و ایثارگر باشد، می‌تواند به پسری واقعی تبدیل شود. وقتی جیمینی خود را نشان می‌دهد، پری او را به‌عنوان وجدان پینوکیو برمی‌گزیند. ژپتو از صدای افتادن پینوکیو بیدار می‌شود و با شادی درمی‌یابد که عروسکش زنده شده و ممکن است روزی پسر واقعی شود.
صبح روز بعد، در راه مدرسه، پینوکیو فریب روباهی حیله‌گر به نام جان درستکار و همدست گربه‌اش گیدئون را می‌خورد. جان درستکار او را قانع می‌کند که به‌جای مدرسه به نمایش عروسکی استرومبولی بپیوندد، با وجود مخالفت جیمینی. پینوکیو به ستارهٔ نمایش تبدیل می‌شود، اما وقتی می‌خواهد به خانه برگردد، استرومبولی او را در قفسی زندانی می‌کند و تصمیم می‌گیرد با او دور دنیا سفر کند. جیمینی تلاش می‌کند دوستش را آزاد کند اما موفق نمی‌شود. در این هنگام، پری آبی ظاهر می‌شود. پینوکیوی مضطرب شروع به دروغ گفتن می‌کند و دماغش آن‌قدر رشد می‌کند که تبدیل به شاخه‌ای درختی با لانهٔ پرنده می‌شود. پری، پس از قول پینوکیو برای جبران، دماغش را به حالت اول برمی‌گرداند و او را آزاد می‌کند، اما هشدار می‌دهد که دیگر کمکی از او برنخواهد آمد.
در همین زمان، ارابه‌ران مرموزی، جان درستکار را برای یافتن پسران نافرمان و شیطان استخدام می‌کند تا آن‌ها را به جزیرهٔ لذت ببرد، جایی بدنام و خطرناک. جان درستکار با وجود نگرانی از عواقب کار، از روی ترس می‌پذیرد و پینوکیو را می‌یابد و او را تشویق می‌کند به تعطیلاتی در جزیره برود. در راه، پینوکیو با پسر خلافکاری به نام لمپ‌ویک دوست می‌شود. در جزیرهٔ لذت، پسران آزادند تا هر کاری بکنند؛ خرابکاری، دعوا، سیگار کشیدن و نوشیدن. جیمینی سرانجام پینوکیو را در حال بازی بیلیارد و سیگار کشیدن با لمپ‌ویک می‌یابد، و بین آن‌ها مشاجره‌ای درمی‌گیرد. جیمینی هنگام ترک جزیره متوجه می‌شود که این مکان دچار نفرینی شوم است: پسران پس از آن‌که «الاغ» می‌شوند، واقعاً به الاغ تبدیل می‌شوند و ارابه‌ران آن‌ها را به بردگی می‌فروشد. پینوکیو با وحشت، تبدیل شدن لمپ‌ویک به الاغ را می‌بیند و با کمک جیمینی، پیش از آن‌که کامل دگرگون شود، فرار می‌کند؛ هرچند گوش‌ها و دمی الاغی برایش باقی می‌ماند.
پینوکیو و جیمینی پس از بازگشت به خانه، کارگاه ژپتو را خالی و تارعنکبوت‌گرفته می‌بینند. کبوتر پیامی از سوی پری آبی می‌آورد که در آن نوشته شده ژپتو برای یافتن پینوکیو به دریا رفته و اکنون توسط نهنگی غول‌آسا و خشن به نام مانسترو بلعیده شده و در شکم او گرفتار است. پینوکیو بی‌درنگ همراه جیمینی خود را به دریا می‌زند و سرانجام بلعیده می‌شود، و در شکم نهنگ دوباره با ژپتو دیدار می‌کند. او نقشه‌ای می‌کشد تا نهنگ عطسه کند و آن‌ها بگریزند. اما نهنگ دنبالشان می‌افتد و با دمش قایق‌شان را خرد می‌کند. پینوکیو با فداکاری ژپتو را به ساحل می‌کشاند، درست لحظه‌ای که مانسترو به صخره برخورد می‌کند و پینوکیو جان می‌بازد.
در خانه، ژپتو، جیمینی، فیگارو و کلیو برای پینوکیو سوگواری می‌کنند. اما چون پینوکیو شجاعت، صداقت و ایثار خود را ثابت کرده، پری آبی او را دوباره زنده می‌کند و به پسر واقعی تبدیل می‌کند. در حالی که همگی جشن می‌گیرند، جیمینی برای تشکر از پری به بیرون می‌رود و نشان طلایی می‌گیرد که او را به‌عنوان یک وجدان رسمی تأیید می‌کند.

## گویندگان
- کلیف ادواردز
- دیکی جونز
- کریستین راب
- مل بلانک
- والتر کتلت
- چارلز جودلز
- اولین ونیبل
- فرانکی دارو

## موسیقی متن
ترانه‌ها را لی هارلاین و پل اسمیت با اشعار ند واشینگتن ساخته‌اند.